# Wioletta Potępa
Wioletta Potępa (* 13. Dezember 1980 in Ciechanów) ist eine polnische Diskuswerferin. 
Die Junioren-Europameisterin von 1999 wurde 2004 nationale Meisterin, schied aber bei den Olympischen Spielen in Athen in der Qualifikation aus. Im Jahr darauf siegte sie bei der Universiade und wurde Sechste beim Leichtathletik-Weltfinale. 2006 wurde sie erneut polnische Meisterin und Fünfte bei den Leichtathletik-Europameisterschaften in Göteborg. 2007 verteidigte sie ihren nationalen Titel, kam aber bei den Weltmeisterschaften in Osaka nicht über die Vorrunde hinaus. Auch bei den Olympischen Spielen 2008 in Peking und bei den Weltmeisterschaften 2009 in Berlin ereilte sie das Aus in der Qualifikation.
2010 wurde sie Zwölfte bei den Europameisterschaften in Barcelona.

## Persönliche Bestleistungen
- Kugelstoßen: 16,44 m, 12. Juni 1999, Warschau
- Diskuswurf: 66,01 m, 20. Mai 2006, Halle